# نسيم أبو خضير
د.نسيم أبو خضير (1958) إعلامي أردني اشتهر بتقديم البرامج الدينية على شاشة التلفزيون الأردني.

## مشواره المهني
بكالوريوس وماجستير فقه وشريعة من الجامعة الأردنية و الدكتوراة من جامعة اليرموك عام 2004،قدم العديد من البرامج الدينية على شاشة التلفزيون الأردني وخاصة في شهر رمضان المبارك في عام 2017 عين مديرا للإذاعة الأردنية بالوكالة وتم إحالته للتقاعد عام 2018 لبلوغه سن الستينشغل منصب رئيس جمعية الإعلاميين الأردنيين

## البرامج
| البرنامج          | عرض على             |
| ----------------- | ------------------- |
| فاسألوا أهل الذكر | التلفزيون الأردني   |
| دين ودنيا         | التلفزيون الأردني   |
| فترة الغروب       | التلفزيون الأردني   |
| فتاوى على الهواء  | التلفزيون الأردني   |
| مفكرة الصباح      | إذاعة القرآن الكريم |